# آب‌انبار بازار امام
آب‌انبار بازار امام مربوط به دوران قاجاریه است و در شهر تفت، محل بازار امام واقع شده است. این اثر در تاریخ ۲۴ اسفند ۱۳۸۴ با شمارهٔ ثبت ۱۵۰۷۶ به‌عنوان یکی از آثار ملی ایران به ثبت رسیده است. این اثر در مجموعه امام (شاه ولی) قرار دارد و  با سردری آجری و ۳ بادگیر، آبی خنک را در خزینه خود ذخیره می کرده و منبع آبی مهم برای تفت و به خصوص محله حوض بلبل بوده است. 